# 道の駅いおり
道の駅いおり（みちのえき いおり）は、石川県七尾市庵町にある国道160号の道の駅である。

## 施設
- 駐車場
  - 普通車：62台
  - 大型車：5台
  - 身障者用：2台
- トイレ
  - 男：大 3器（2器）、小 5器（4器）
  - 女：4器（3器）
  - 身障者用：1器（1器）

※（ ）内は、24時間利用可能
- 公衆電話：1台
- 灘わくわく市場（9:00 - 17:00）
- 海鮮レストランいおり
- 海浜公園
- ケビンオートキャンプ場（14:00 - 10:00）
- 観光案内所

### 管理
- いいPARK七尾管理組合

## 休館日
- 毎週木曜日（オートキャンプ場以外）
- 11月上旬 - 3月（オートキャンプ場のみ）

## アクセス
- 国道160号 - 登録路線
- 能越自動車道七尾大泊ICより約7km

## 周辺
- 富山湾
  - 庵海水浴場
  - 灘浦海岸
- 石動山
- 伊掛山
- 湯川温泉
- 能越自動車道（七尾氷見道路）
  - 七尾大泊IC